# Formación Roca

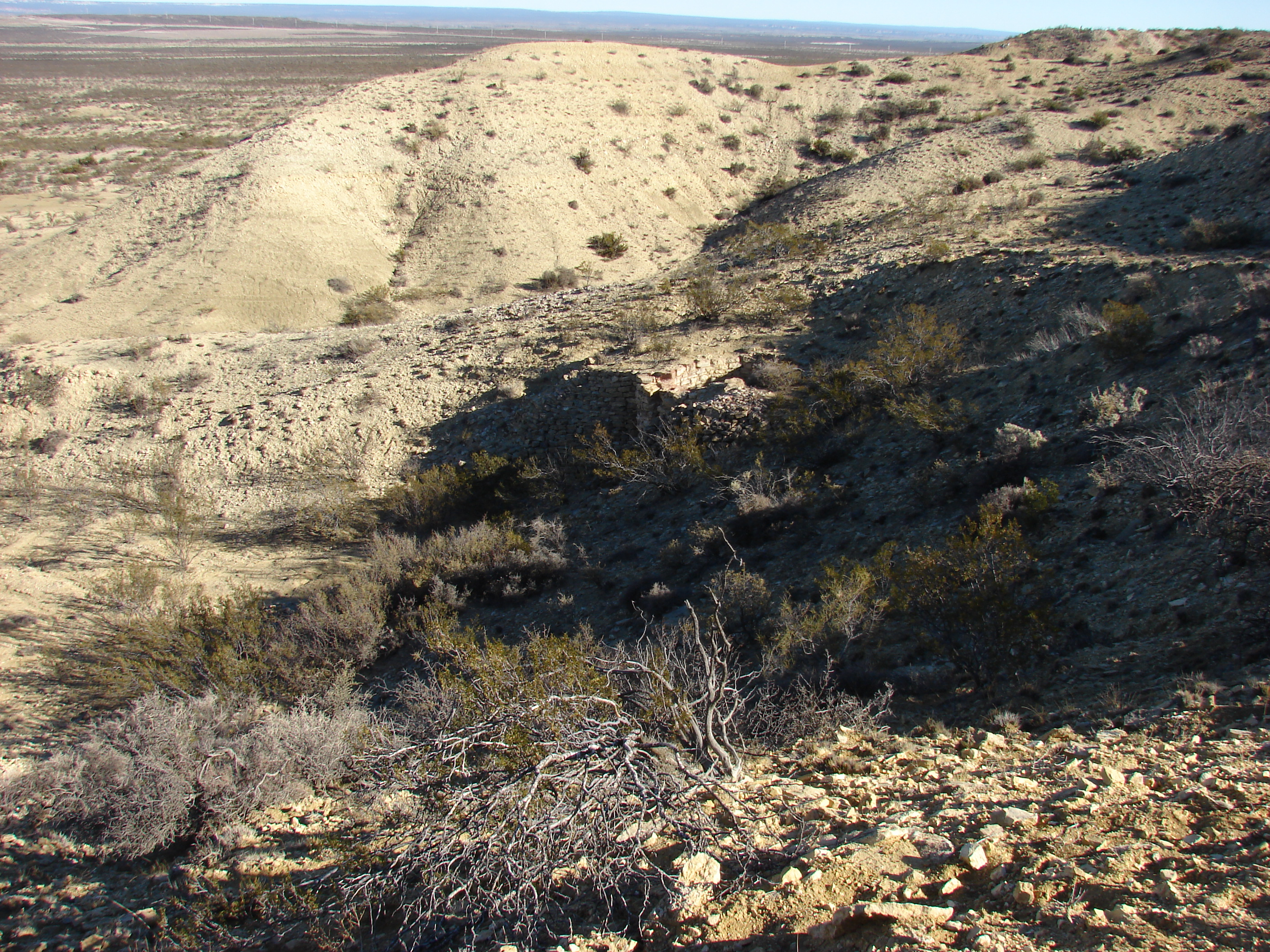
Formación Roca en Barda Norte,General Roca, Río Negro, Argentina

La Formación Roca es una unidad litoestratigráfica, perteneciente a la Cuenca Neuquina, que aflora en las provincias argentinas de Río Negro, Neuquén, La Pampa y Mendoza. Su depositación es diacrónica: comenzó durante el Maastrichtiano en el norte de su distribución, y se desplazó hacia el sur, donde sus estratos alcanzaron la edad Daniano superior. Se apoya de forma transicional sobre la Formación Jagüel y su techo está marcado por una discordancia regional asociada a un pulso orogénico del Eoceno y Oligoceno. Estas dos unidades forman parte del Grupo Malargüe. Los depósitos marinos de las Formaciones Jagüel y Roca se originaron a partir de una transgresión proveniente del Océano Atlántico, que comenzó en el Maastrichtiano y terminó en el Daniano.

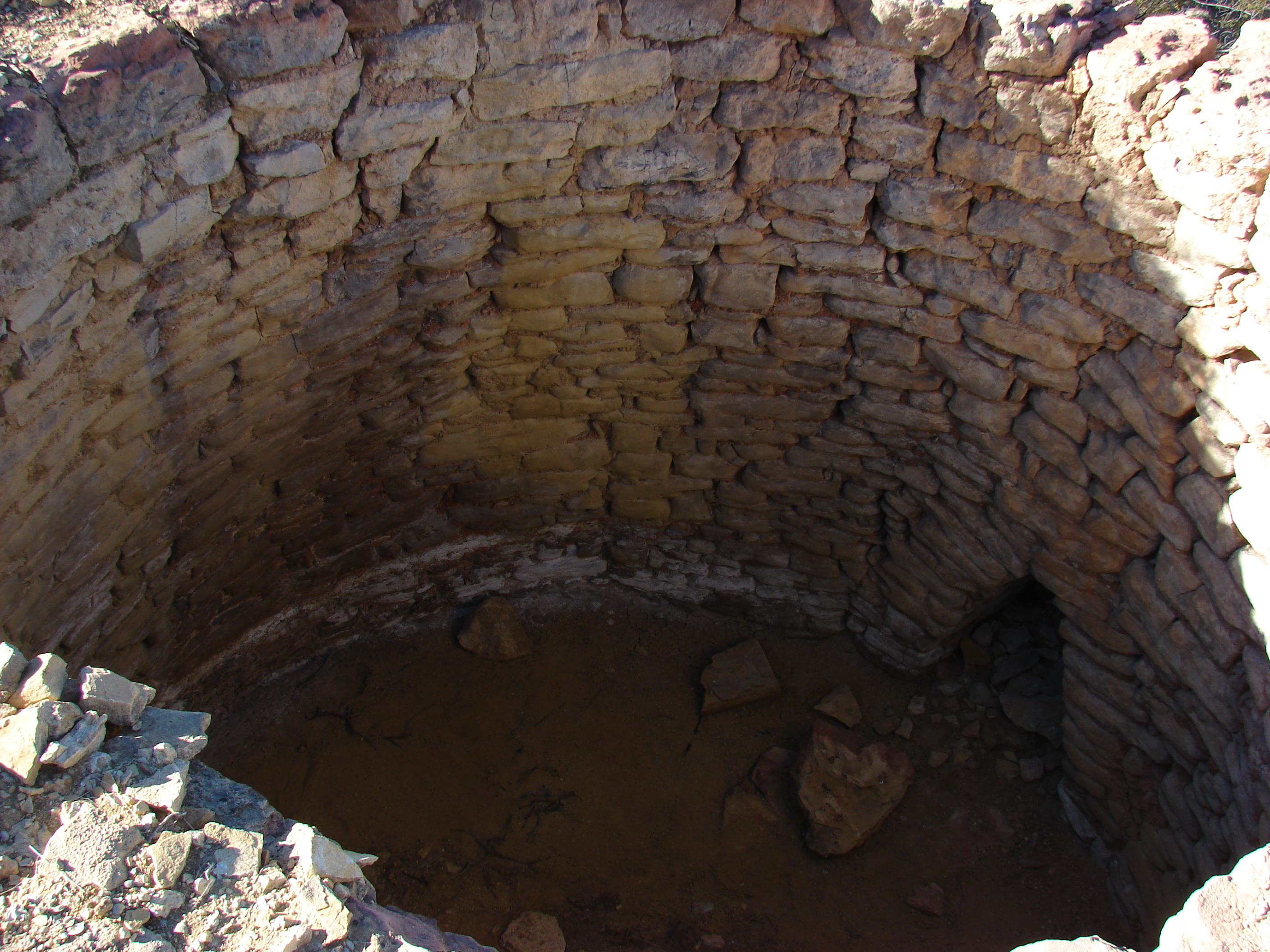
Horno de cal de la localidad de Barda Norte, General Roca, Río Negro, Argentina

El perfil tipo de la Formación Roca está ubicado a 12 km al norte de la ciudad de General Roca, Río Negro (39°40′S, 67°32′O). Los lechos fosilíferos de la Formación Roca fueron reconocidos por primera vez por G. Rohde Windhausen (1914), quien fue también el autor pionero en la descripción de estos sedimentos. Schiller (1922) tomó muestras de una sección a lo largo del Zanjón Roca, desde la ciudad de General Roca hacia el norte hasta el Horno de Cal. Este autor propuso el horno de cal como el "área clásica" y consideró los acantilados hacia el oeste desde el horno de cal como el "área modelo" de estos lechos. La composición litológica de la localidad tipo contiene calizas grises a amarillentas, muy fosilíferas, con arcilitas y margas verdosas, con abundante yeso hacia el techo. El espesor de la sección inferior y media mide alrededor de 26 metros (Weber, 1972).

## Litología
En su localidad tipo, la Formación Roca está dividida en tres secciones: la primera sección, es decir, la base, posee aproximadamente 20 m de espesor, se integra por calizas bioclásticas alternadas con arcilitas de color verde. Los materiales calcáreos son muy fosilíferos, con texturas tipo wackestone o packstone, sin orientación aparente de las conchillas. Las arcilitas se componen de montmorillonita con calcita y cuarzo. La segunda sección (media) no supera los 8 m de espesor y está mayormente compuesta por calizas. Esta posee una variación de calizas y limolitas amarillas en estratos muy finos y se superpone con calizas amarillas porosas y de grano grueso. Las calizas de la sección media están casi desprovistas de invertebrados fósiles. La tercera sección (superior) posee un espesor de 25 m a 30 m. Está compuesta principalmente por yeso blanco en grandes cristales. Posee intercalaciones lenticulares de limolitas verdosas con laminación ondulítica y fragmentos de yeso.

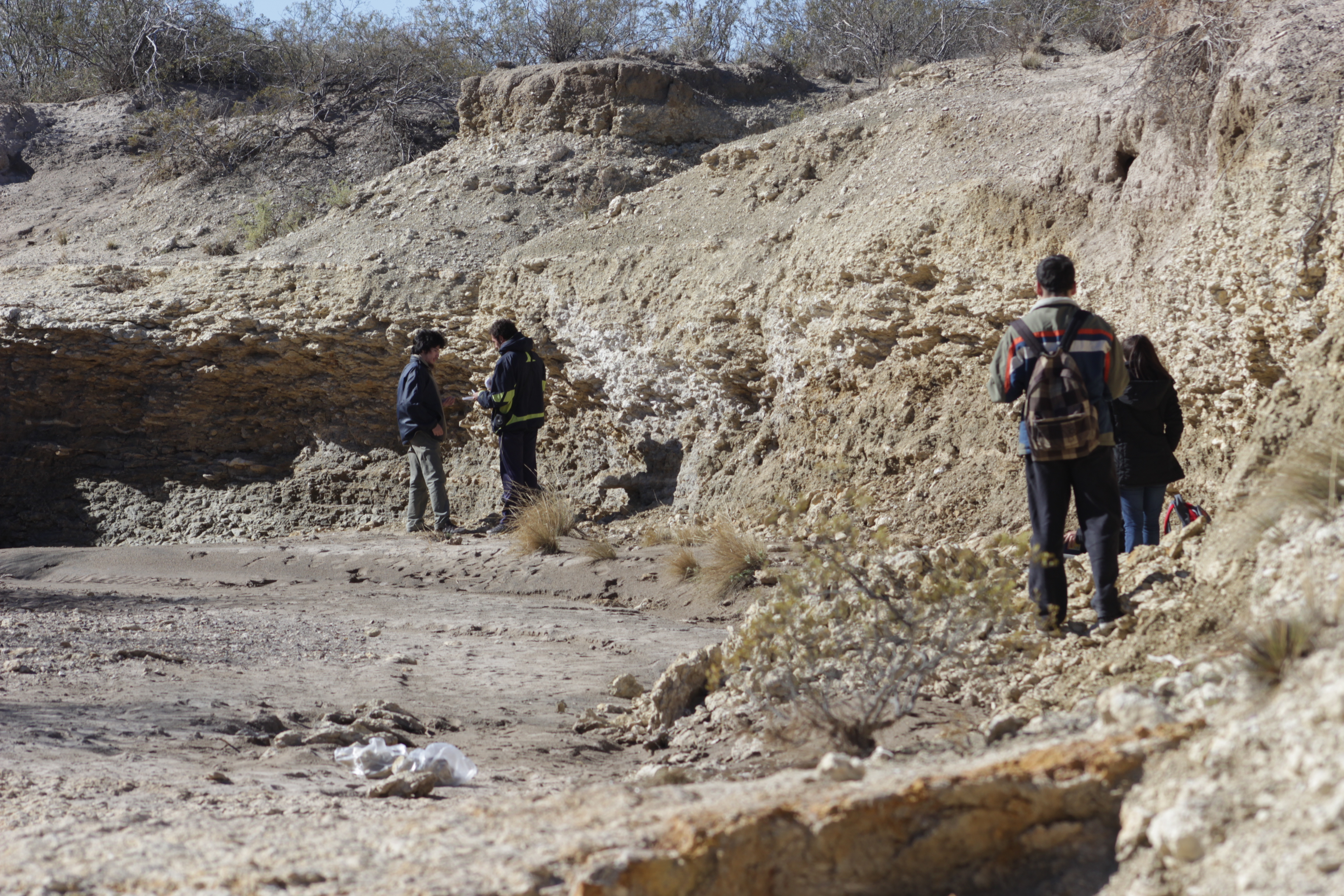
Calizas de la Formación Roca en el cañadón Cholino, General Roca, Río Negro.

El carácter faunístico de los fósiles de invertebrados marinos que se encuentran dentro de la Formación Roca indica una transgresión marina del Atlántico, en marcado contraste con las invasiones marinas de Argentina y Chile durante el Jurásico y el Cretácico inferior, cuando las aguas entraron desde el Pacífico.

## Fósiles encontrados
La primera sección de la Formación Roca presenta abundante contenido fosilífero entre los que se destacan bivalvos, gastrópodos, briozoarios, equinodermos, crustáceos, ostrácodos, foraminíferos y nanoplancton calcáreo, como así también restos de peces.

### Bivalvos
Pycnodonte (Phygraea) burckhardti (Boehm),
Pycnodonte (Phygraea) sarmientoi Casadío 1998,
Gryphaeostrea callophyla (Ihering),
Ostrea wilckensi Ihering,
Ostrea neuquena Ihering,
Cubitostrea ameghinoi (Ihering),
Nucula (Leionucula) dynastes Ihering,
Neilo cf. N. ornata (Sowerby),
Cucullaea rocana Ihering,
Chlamys patagonensis negroina Ihering,
Musculus rionegrensis (Ihering),
Arca ameghinorum Ihering (=Venericardia ameghinorum), 
Venericardia iheringi (Boehm),
V. feruglioi Petersen,
Aphrodina burckhardti (Ihering),

### Gastrópodos
“Aporrhais” spp.,
Turritella Turritella burckhardti Ihering,
Turritella aff. T. malaspina Ihering,

### Nautiloideos
Hercoglossa romeroi (Ihering),
Cimomia camachoi Masiuk,

### Decapoda
Callianassa burckhardti Boehm,

### Echinoidea
Linthia joannisboehmi Oppenheim,
Nucleopygus salgadoi Parm